# 中島厚也
中島 厚也（なかしま こうや、1982年11月27日 - ）は、鹿児島県出身のスーツアクター、スタントマン、日本の俳優。鹿児島のローカルヒーロー薩摩剣士隼人や、かごしまプロモーション課長ぐりぶー物語のアクション監督としても携わっており、薩摩剣士隼人に登場する豪族武人熊襲の声優でもある。牙狼〈GARO〉〜MAKAISENKI〜では役名の無い大勢いる魔戒騎士役の一人として顔出し出演している。シン・ゴジラには応援スタッフとして参加した。

## 出演

### テレビドラマ
- 農家の嫁は弁護士!神谷純子のふるさと事件簿
- ペテン師
- セクシーボイスアンドロボ（2007年）
- LIAR GAME（2007年）
- 喰いタン2（2007年）
- 生徒諸君!（2007年）
- 税務調査官・窓際太郎の事件簿16（2007年）吹き替え
- もやしもん（2010年）ボディガード 役（11話）スタント（10話、11話）
- ブルータスの心臓（2011年）吹き替え
- バブリシャスロード アニキと俺物語（2015年）
- 精霊の守り人（2016年）
- 嫌われ監察官 音無一六 season1 第3話（2022年5月20日、テレビ東京）

### 特撮テレビドラマ
- トミカヒーロー レスキューフォース（2008 - 2009年）R1[1]
- トミカヒーロー レスキューファイアー（2009 - 2010年）ファイアー4[2]、ウカエン[3]
- 仮面ライダーカブト（2006 - 2007年、テレビ朝日）
- 侍戦隊シンケンジャー（2009 - 2010年、テレビ朝日）
- 牙狼-GARO-シリーズ
  - 牙狼-GARO- 〜MAKAISENKI〜（2011 - 2012年）魔戒騎士 役（15話、20話、21話）
  - 牙狼-GARO- 魔戒烈伝-（2016年）亡霊 役、スタント（1話） 黄金騎士ガロ翔（4話） シビト 役、スタント（6話） 幻影騎士クロウ 役、スタント（8話） スタント（11話） ザジ 役（12話）
  - 牙狼-GARO- 10周年記念スペシャル 阿修羅（2016年）黄金騎士ガロ、ザルギン兵 役
- 絶狼-ZERO- -DRAGON BLOOD-（2017年）ギャング 役（3話）、鎧竜エデル 役（4話）
- 薩摩剣士隼人（2011年-）幻魔神狐ヤッセンボー、豪族武人熊襲 他

### バラエティ
- ピラメキーノ 「ざっくり戦士ピラメキッド」（2010年、テレビ東京）ピラメキッドのスーツアクター
- ひっとべ!ボッケモンランド（2013年）スーツアクター、一般人役

### 映画
- トミカヒーロー レスキューフォース 爆裂MOVIE マッハトレインをレスキューせよ!（2008年、松竹）R1
- 死にぞこないの青（2007年）スタント
- 人が人を愛する事のどうしようもなさ（2007年）
- ポストマン（2008年）
- 銀色のシーズン（2008年、東宝）
- ROOKIES -卒業- （2009年、東宝）吹き替え
- 仮面ライダーシリーズ（東映）
  - 劇場版 仮面ライダーディケイド オールライダー対大ショッカー（2009年）
  - オーズ・電王・オールライダー レッツゴー仮面ライダー（2011年）
  - 仮面ライダー1号（2016年）
  - 仮面ライダー平成ジェネレーションズ Dr.パックマン対エグゼイド&ゴーストwithレジェンドライダー（2016年） - ワイヤーリガー
- リアル鬼ごっこ2（2010年）鬼 役、スタント
- ゴーカイジャー ゴセイジャー スーパー戦隊199ヒーロー大決戦（2011年、東映）レジェンド大戦スーツアクター
- 牙狼-GARO- -GOLDSTORM- 翔（2015年）阿号 戦闘形態
- シン・ゴジラ（2016） - 応援スタッフ
- CUTIE HONEY -TEARS-（2016年）

### オリジナルビデオ
- 呀〈KIBA〉 〜暗黒騎士鎧伝〜（2011年）大河ガロ スタント 役

### インターネットドラマ
- かごしま物語（2014年）谷川哲哉 役（6話）

### CM
- ドラゴンスラッシュ（2015年）

### ラジオ
- つんつんとコンコンのボッケモン放送局 ON RADIO（2013年）第26回ゲスト

### 演劇
- ゴセイジャーショー（シアターGロッソ）
- ゴーカイジャーショー（シアターGロッソ）
- ロストレジェンド（志摩スペイン村）

### 書籍
- 薩摩剣士隼人公式ガイドブック（2013年、ボッケモンプロ）[4]